# Terry McDermott (calciatore)
Terence McDermott, detto Terry (Kirkby, 8 dicembre 1951), è un ex calciatore e allenatore di calcio britannico, di ruolo centrocampista.

## Biografia
Anche suo figlio Neale è calciatore professionista.

## Carriera

### Giocatore

#### Club
Nativo di Kirkby, nel Lancashire (oggi nel Merseyside), giocò come centrocampista avanzato nelle giovanili delle varie squadre della sua zona prima di essere messo sotto contratto dal Bury, squadra nella quale si mise in mostra e dalla quale, nel 1973, il Newcastle Utd lo prelevò.
Giocò proprio contro il Liverpool la prima finale della sua carriera, quella della Coppa d'Inghilterra del 1974 a Wembley, finale che il Liverpool vinse 3-0 ma che gli valse l'attenzione del tecnico Bob Paisley, che aveva appena sostituito Bill Shankly alla guida della squadra. Paisley portò McDermott a Liverpool nel novembre di quello stesso anno.

Il gol di McDermott al Borussia Mönchengladbach nella finale di Roma di Coppa dei Campioni 1976-1977

Nonostante la vittoria nel campionato inglese nel 1976, McDermott non ebbe molte occasioni di mettersi in mostra, tanto che non fu neppure mai presente nella squadra che vinse la Coppa UEFA nello stesso anno. Nella stagione 1976-1977 fu utilizzato con più frequenza: un suo gol nel derby di semifinale in Coppa d'Inghilterra contro l'Everton fu votato Goal dell'Anno dalla BBC. La finale fu raggiunta e il Liverpool fu battuto dal Manchester Utd.; arrivò invece il secondo titolo inglese consecutivo e la prima Coppa dei Campioni, allo Stadio Olimpico di Roma vinta battendo 3-1 il Borussia Mönchengladbach, impresa ripetuta l'anno successivo battendo a Wembley il Club Bruges.
Nelle sue otto stagioni al Liverpool, McDermott vinse quattro campionati (1976-1977, 1978-1979, 1979-1980, 1981-1982), tre Coppe dei Campioni (1977, 1978, 1981), due Coppe di Lega (1981, 1982) e una Supercoppa d'Europa (1977).
Nel 1982 lasciò il Liverpool per tornare a giocare nel Newcastle Utd. in seconda divisione, insieme al suo vecchio compagno di squadra Kevin Keegan. La squadra tornò in Prima Divisione alla fine della stagione e, nel 1984, McDermott lasciò l'Inghilterra per giocare prima in Irlanda nel Cork City, poi nella formazione cipriota dell'APOEL, dopodiché, nel 1986, si ritirò dal calcio giocato.

#### Nazionale
In Nazionale, McDermott esordì nel 1977 contro la Svizzera. Prese parte agli incontri di qualificazione per il campionato del mondo 1978 e giocò le fasi finali del campionato d'Europa 1980 in Italia e del campionato del mondo 1982 in Spagna.

### Allenatore
Quando Keegan divenne allenatore del Newcastle Utd. nel 1994, chiamò McDermott come suo secondo. Nell'occasione i due mancarono per pochissimo la conquista del titolo inglese nel 1996, a beneficio del Manchester United McDermott rimase a fare il secondo di Kenny Dalglish dopo le dimissioni di Keegan, ma quando arrivò Ruud Gullit dovette lasciare il posto. Nel 2005 fu chiamato di nuovo a Newcastle come secondo di Graeme Souness, incarico che mantenne anche dopo il licenziamento del tecnico scozzese. In seguito è diventato l'allenatore in seconda di Glenn Roeder.

## Palmarès

### Giocatore

#### Club

##### Competizioni nazionali
- Charity Shield: 4

Liverpool: 1976, 1977, 1979, 1980
- Campionato inglese: 4

Liverpool: 1976-1977, 1978-1979, 1979-1980, 1981-1982
- Coppa di Lega inglese: 2

Liverpool: 1980-1981, 1981-1982
- Campionato cipriota: 1

APOEL: 1985-1986

##### Competizioni internazionali
- Coppa UEFA: 1

Liverpool: 1975-1976
- Coppa dei Campioni: 3

Liverpool: 1976-1977, 1977-1978, 1980-1981
- Supercoppa UEFA: 1

Liverpool: 1977
- Coppa Anglo-Italiana: 1

Newcastle: 1973

#### Individuale
- Giocatore dell'anno della FWA: 1

1980
- Giocatore dell'anno della PFA: 1

1980